# 中沢信午
中澤 信午（なかざわ しんご、1918年5月17日 - 2002年5月30日）は、日本の生物学者。山形大学理学部教授をつとめた。

## 略歴
新潟県南魚沼郡塩沢町（現南魚沼市）出身。1943年東北帝国大学理学部生物学科卒。1961年「形成の場の極性理論」で東北大学理学博士。1951年山形大学助教授、教授、1984年定年退官、名誉教授。
念写の発見者とされる福来友吉と懇意にしており、『福来友吉博士の生涯と学問』『超心理学者福来友吉の生涯』『海外の超心理学研究機関一覧』などの著者でもある。
中澤は福来が1931年に行った月の裏の透視・念写についての英論文のタイプライター浄書を福来から依頼されて行った。中澤論文は、海外の研究所等の名称・所在地を掲載しているもので、研究の国際交流を求める向きには不可欠の参考資料となっている。

## 著書一覧
- 「細胞分化 遺伝と発生の接点」1965，裳華房
- 「形態形成」1975，裳華房
- 『メンデルの発見』共立出版 1978
- 『遺伝の法則にいどむ メンデル伝』国土社(世界を動かした人びと）1980
- 『形態形成の原理』裳華房（基礎生物学選書）1982
- 『遺伝学の誕生―メンデルを生んだ知的風土』中公新書 1985
- 『超心理学者福来友吉の生涯』大陸書房、1986
- 「マリモはなぜ丸い-その生態と形態」1989，中公新書
- 『「生き生き」の世界―生物学からの発想』(新日本新書)1991
- 『生と死の境界』(新日本新書)1994
- 『メンデル散策―遺伝子論の数奇な運命』(新日本新書)1998